# Les Bayards

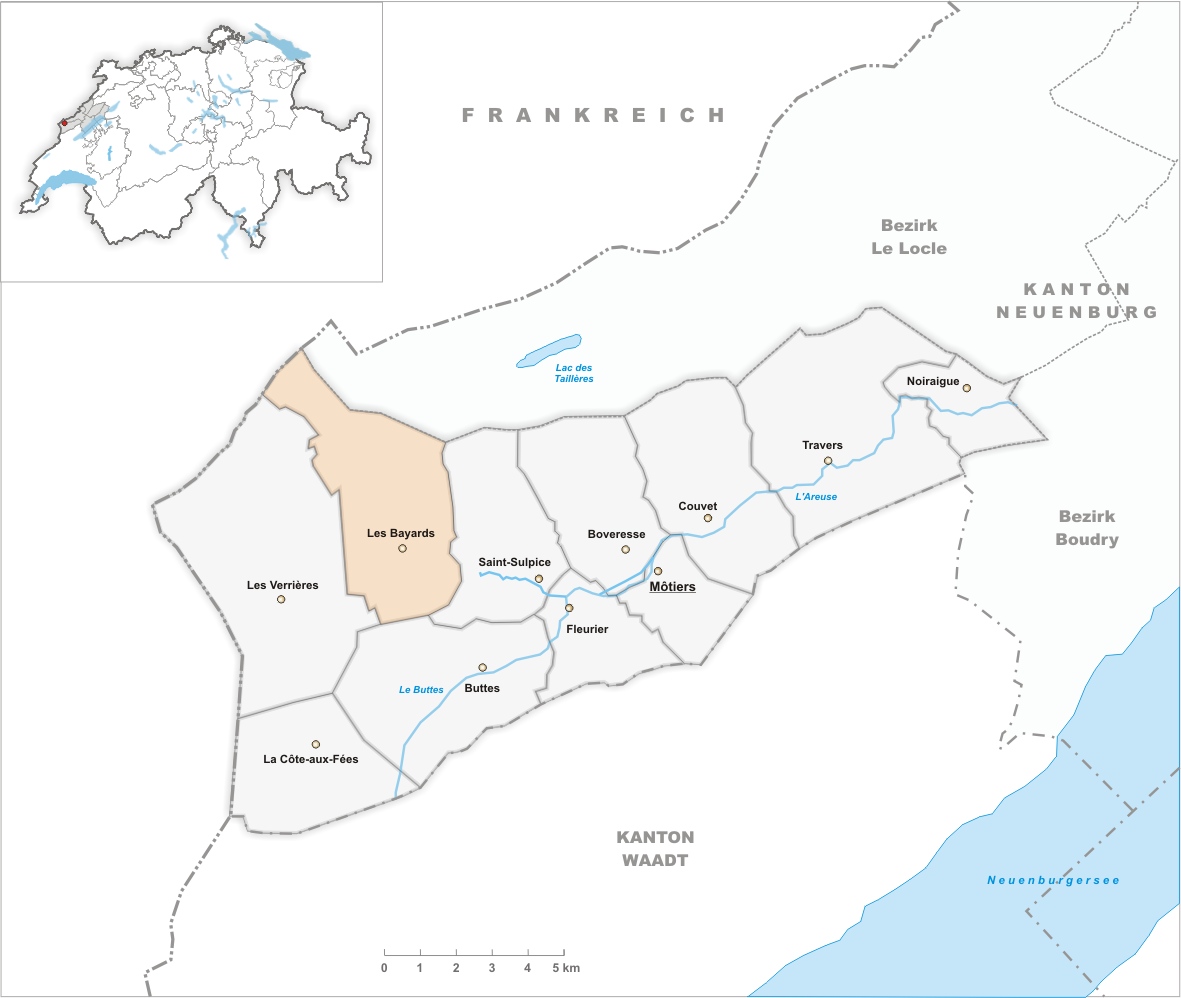
Gemeindestand vor der Fusion am 1. Januar 2009

Les Bayards war bis zum 31. Dezember 2008 eine politische Gemeinde im Bezirk Val-de-Travers des Kantons Neuenburg in der Schweiz.
Seit dem 1. Januar 2009 gehört Les Bayards zusammen mit Boveresse, Buttes, Couvet, Fleurier, Môtiers, Noiraigue, Saint-Sulpice und Travers zur neuen Gemeinde Val-de-Travers.

## Geographie
Les Bayards liegt auf 980 m ü. M., 32 km westsüdwestlich der Kantonshauptstadt Neuenburg (Luftlinie). Das Dorf erstreckt sich in einer Mulde und auf dem angrenzenden leicht nach Süden geneigten Hang auf der nördlichen Talseite des Hochtals Vallon de Verrières im Neuenburger Jura.
Die Fläche des 19,2 km² grossen ehemaligen Gemeindegebiets umfasst im Süden den östlichsten Abschnitt des Vallon de Verrières, dessen hier relativ schmaler Talboden auf 930 m ü. M. liegt. Südlich des Tales reicht das Gebiet über den bewaldeten Hang La Côtière auf die Antiklinale der Montagne de Buttes (bis 1245 m ü. M.). Nördlich des Vallon de Verrières erstreckte sich der Gemeindeboden über die Terrasse von Les Bayards und die Höhe von Le Cernil in den westlichsten Teil des Vallée de la Brévine. Ein schmaler Zipfel reichte weiter nach Norden über die Waldhöhe Grosse Prise (mit 1258 m ü. M. höchster Punkt von Les Bayards) bis zum Kamm La Côte du Cerf (1210 m ü. M.), die beide zur Antiklinale des Larmont gehören. An verschiedenen Orten auf dem ehemaligen Gemeindegebiet gibt es ausgedehnte Jurahochweiden mit den typischen mächtigen Fichten, die entweder einzeln oder in Gruppen stehen. Von der Gemeindefläche entfielen 1997 3 % auf Siedlungen, 51 % auf Wald und Gehölze und 46 % auf Landwirtschaft.
Les Bayards besteht aus den beiden Dörfern Grand Bayard (976 m ü. M. in der Mulde) und Petit Bayard (1032 m ü. M. am Hang). Zu Les Bayards gehörten die Weiler Haut de la Tour (935 m ü. M.) im Vallon de Verrières, Les Places (1020 m ü. M.) oberhalb von Grand Bayard, Le Cernil (1174 m ü. M.) auf der Höhe am Übergang ins Vallée de la Brévine, Les Jordan (1056 m ü. M.) und Les Prises (1075 m ü. M.), beide abgelegen im südwestlichen Vallée de la Brévine, sowie weit verstreut über die Jurahöhen zahlreiche Einzelhöfe. Nachbargemeinden von Les Bayards waren Les Verrières, Buttes, Saint-Sulpice und La Brévine im Kanton Neuenburg sowie Hauterive-la-Fresse und Les Alliés im angrenzenden Frankreich.

Historisches Luftbild von Werner Friedli von 1950

## Bevölkerung
Mit 372 Einwohnern (Ende 2006) gehörte Les Bayards zu den kleinen Gemeinden des Kantons Neuenburg. Von den Bewohnern sind 97,2 % französischsprachig und 2,8 % deutschsprachig (Stand 2000). Nach 1880 (1020 Einwohner) hat die Bevölkerung von Les Bayards um mehr als zwei Drittel abgenommen, bis das Dorf 1990 nur noch 301 Einwohner zählte, seither ist eine Stagnation beziehungsweise ein leichter Anstieg zu verzeichnen.

## Wirtschaft
Les Bayards ist heute noch ein hauptsächlich durch die Landwirtschaft geprägtes Dorf, wobei Viehzucht, Milchwirtschaft und Käseherstellung überwiegen. Auch die Forstwirtschaft und die Holzverarbeitung in einem Sägewerk gehören zu den Erwerbszweigen der Bevölkerung. Ende des 18. Jahrhunderts entwickelten sich vor allem die Spitzenklöppelei und die Uhrenherstellung. Erstere verschwand bereits im 19. Jahrhundert wieder, während die Uhrmacherei noch bis in die erste Hälfte des 20. Jahrhunderts Bedeutung hatte. Ausserhalb des primären Sektors gibt es heute Arbeitsplätze im lokalen Kleingewerbe. Viele Erwerbstätige sind aber Wegpendler, die im Val de Travers arbeiten.

## Verkehr
Die ehemalige Gemeinde ist verkehrsmässig recht gut erschlossen. Sie liegt rund 1 Kilometer von der Hauptstrasse entfernt, die Neuenburg über den Grenzübergang Les Verrières mit Pontarlier in Frankreich verbindet. Durch den Postautokurs von Fleurier nach Les Verrières, der teilweise bis Pontarlier fährt, ist Les Bayards an das Netz des öffentlichen Verkehrs angebunden. Ein weiterer Kurs verkehrt auf der Strecke von Les Bayards nach La Brévine.

## Geschichte

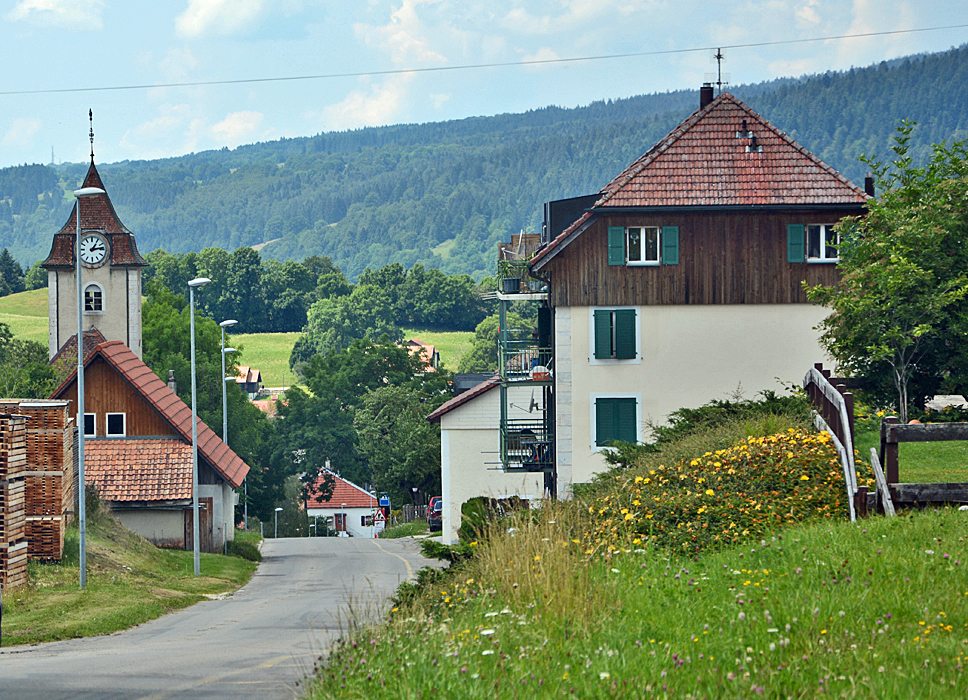
Les Bayards NE

Die erste schriftliche Erwähnung des Ortes erfolgte 1284 unter dem Namen Bayar. Spätere Bezeichnungen sind Boyhart (1344), Baiart (1373) und Beart (1400). Les Bayards unterstand vom 14. Jahrhundert bis 1848 der Gerichtsbarkeit der Kastlanei Val-de-Travers. Der Bayard-Turm, die einstige Zollstelle an der Strasse durch das Vallon de Verrières, ist im 17. Jahrhundert verfallen. Die Oberhoheit über das Gebiet hatte die Grafschaft Neuenburg inne. Seit 1648 war Neuenburg Fürstentum und ab 1707 durch Personalunion mit dem Königreich Preussen verbunden. 1806 wurde das Gebiet an Napoleon I. abgetreten und kam 1815 im Zuge des Wiener Kongresses an die Schweizerische Eidgenossenschaft, wobei die Könige von Preussen bis zum Neuenburgerhandel 1857 auch Fürsten von Neuenburg blieben. Auf dem Passübergang Le Cernil erinnert die Auberge du Grand Frédéric noch heute an die preussische Vergangenheit von Neuenburg. Die beiden Dörfer Grand Bayard und Petit Bayard gehörten bis 1878 zur Gesamtgemeinde Les Verrières. 1888 fusionierten die Dörfer zur politischen Gemeinde Les Bayards.

## Sehenswürdigkeiten
Die reformierte Kirche von Les Bayards wurde 1677 erbaut. Von 1712 bis 1969 bildete Les Bayards eine eigenständige Kirchgemeinde, seither ist sie mit der Pfarrei Les Verrières vereinigt. In den Dörfern sind noch zahlreiche typische Bauernhäuser des Hochjuras erhalten.

## Bilder

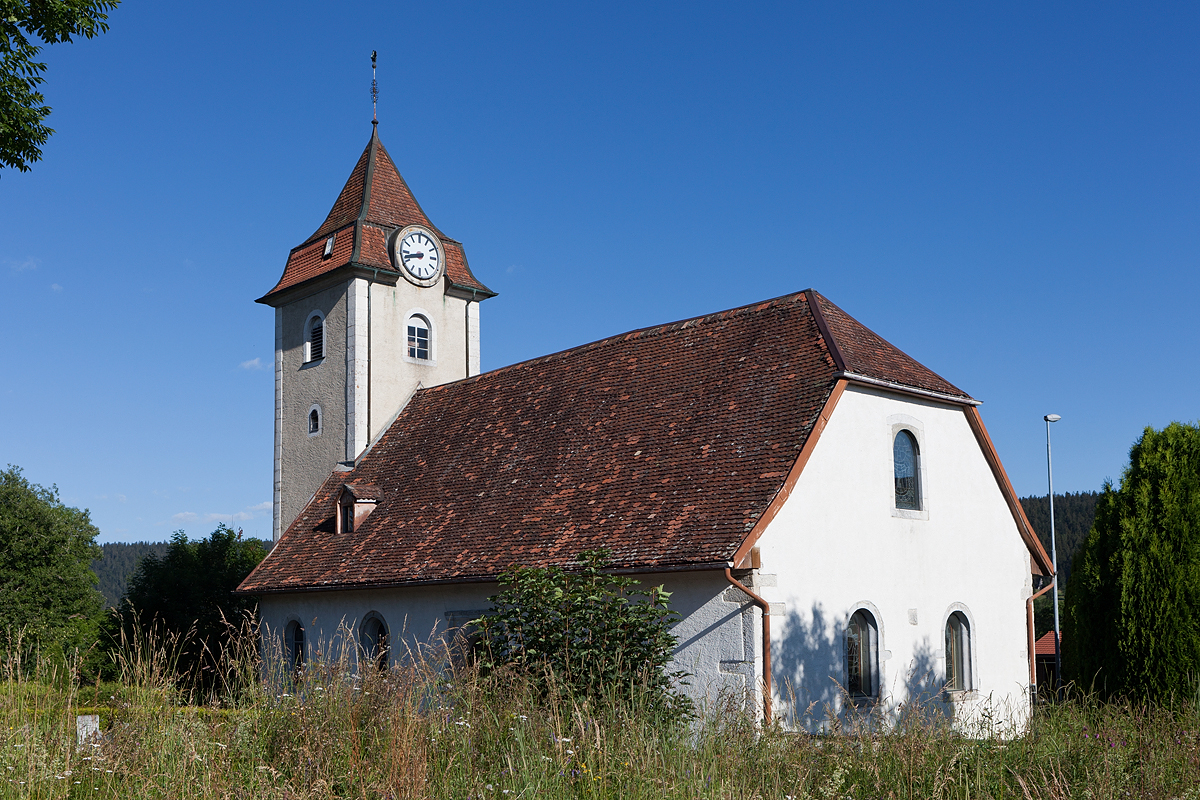
Kirche (1677)
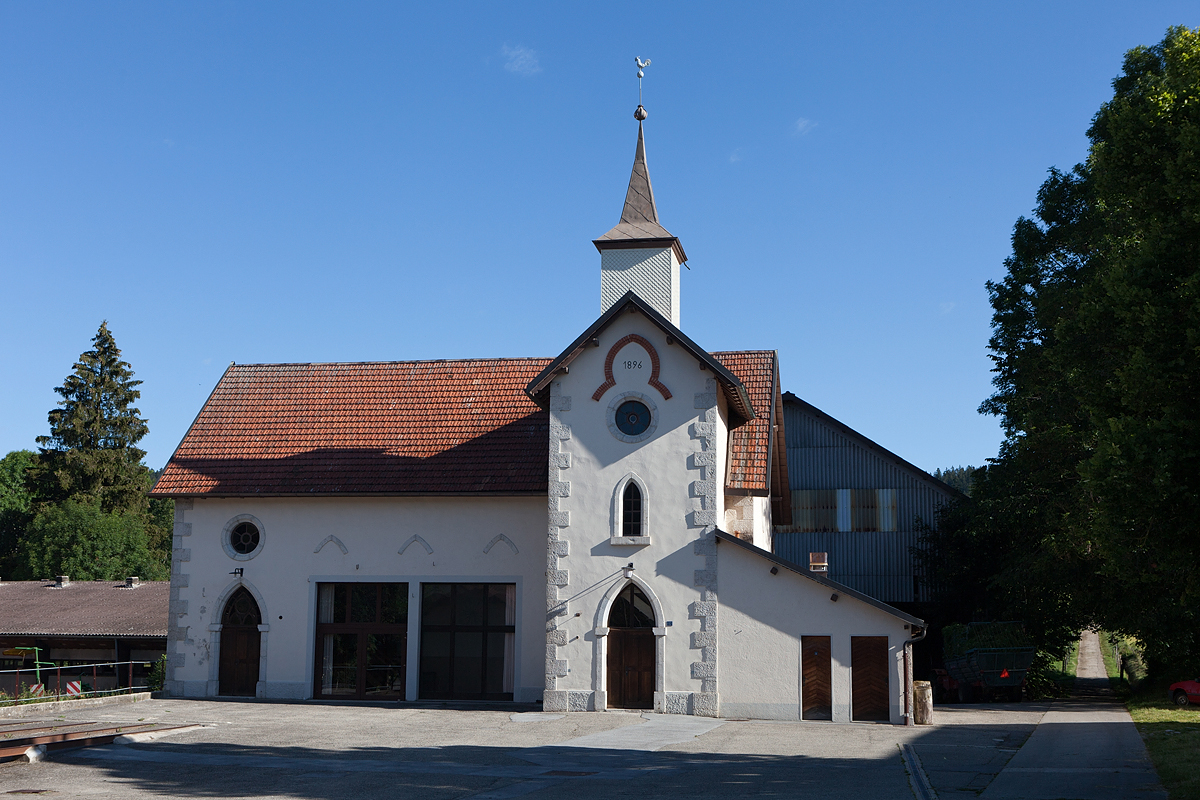
Chapelle (Gemeindesaal)
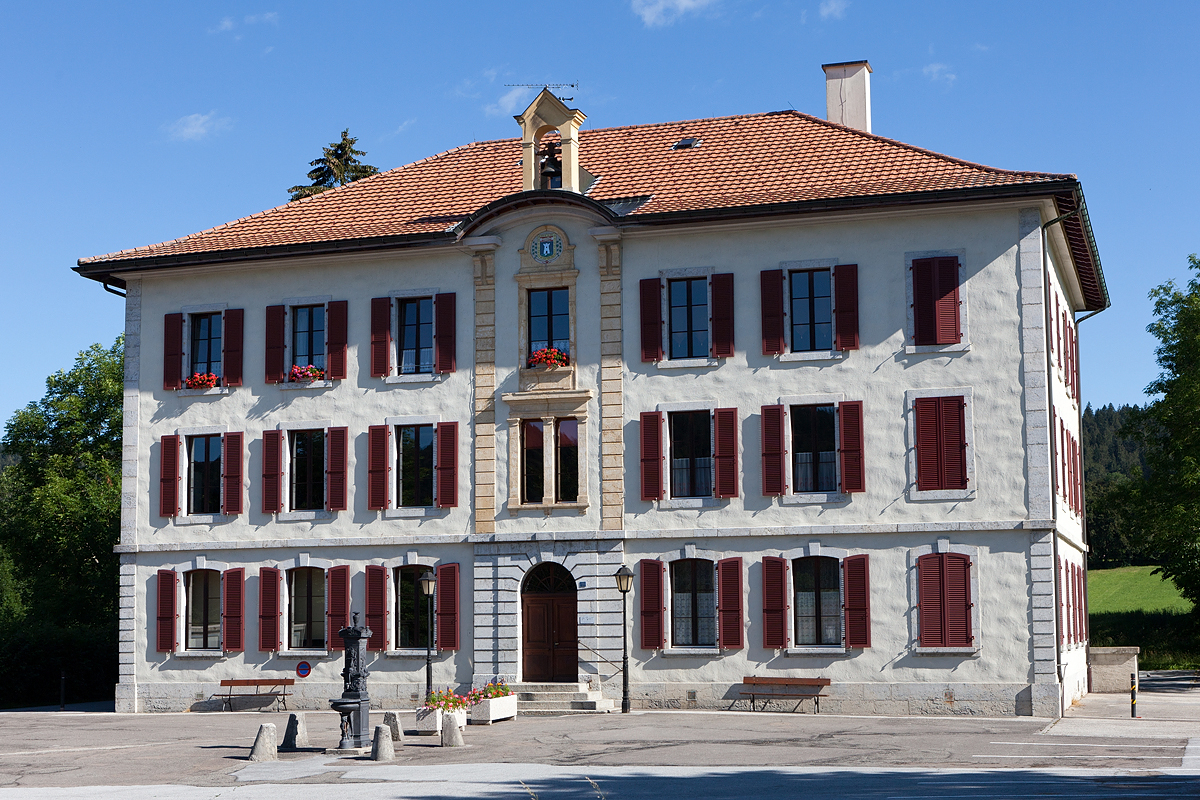
Schulhaus
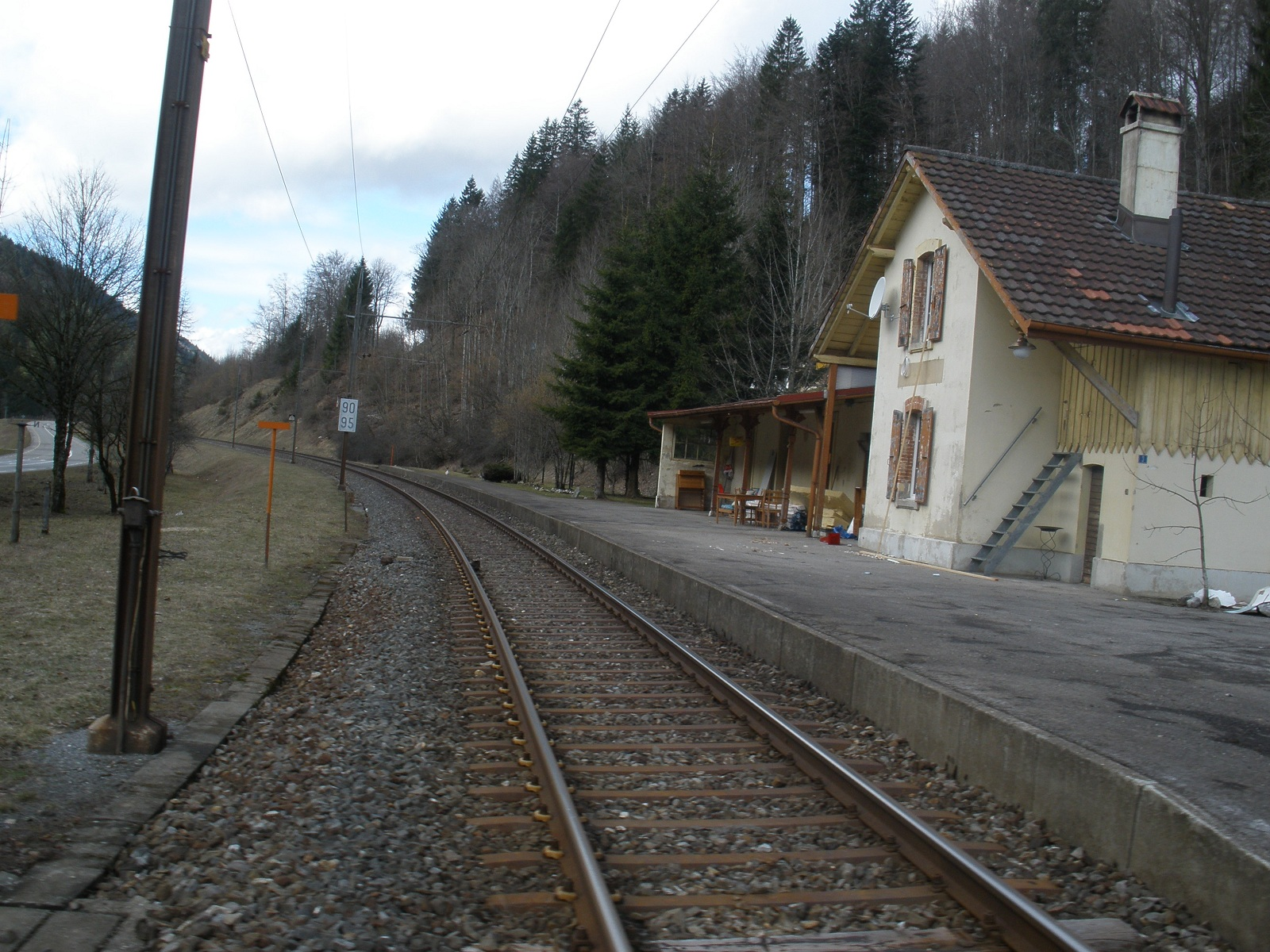
Bahnhof Les Bayards

## Persönlichkeiten
- Jonas de Gélieu (1740–1827), reformierter Pfarrer und Bienenzüchter, geboren in Les Bayards
- Salomé de Gélieu (1742–1820), Pädagogin und Erzieherin an europäischen Fürstenhöfen, geboren in Les Bayards